# Équation de Lamm
Pour les articles homonymes, voir Lamm.
L'équation de Lamm décrit la sédimentation de particules en solution dans un liquide tel qu'elle se produit dans une centrifugeuse,. Cette équation a été ainsi nommée en l'honneur du physico-chimiste suédois Ole Lamm. Elle constitue un cas particulier de l'équation de Mason-Weaver.

## L'équation de Lamm
L'équation de Mason-Weaver s'écrit dans sa forme générale :
{\displaystyle {\frac {\partial c}{\partial t}}=-\nabla \cdot \mathbf {J} =D\nabla ^{2}c+s\nabla \cdot (c\,\mathbf {g} )}
avec
| {\displaystyle c\,(r,t)}                                   | concentration du soluté,          |
| {\displaystyle \mathbf {J} =-D\nabla c-s\,c\,\mathbf {g} } | le flux de matière,               |
| {\displaystyle D}                                          | coefficient de diffusion binaire, |
| {\displaystyle s={\frac {V}{g}}}                           | coefficient de sédimentation,     |
| {\displaystyle V}                                          | vitesse de sédimentation,         |
| {\displaystyle \mathbf {g} }                               | champ d'accélération.             |
Dans un système tournant comme une centrifugeuse la gravité apparente est donnée par :
{\displaystyle g=-r\omega ^{2}}
où {\displaystyle \omega } est la vitesse de rotation, supposée constante.
L'équation de Mason-Weaver écrite en coordonnées cylindriques devient :
{\displaystyle {\frac {\partial c}{\partial t}}=D\left({\frac {\partial ^{2}c}{\partial r^{2}}}+{\frac {1}{r}}{\frac {\partial c}{\partial r}}\right)-s\omega ^{2}\left(r{\frac {\partial c}{\partial r}}+2c\right)}
Cette équation est l'équation de Lamm. Elle est associée à une condition aux limite de flux nul sur les parois interne et externe :
{\displaystyle D\left.{\frac {\partial c}{\partial r}}\right|_{p}-s\omega ^{2}r_{p}c_{p}=0}